# Theuville-aux-Maillots
Theuville-aux-Maillots település Franciaországban, Seine-Maritime megyében. Lakosainak száma 525 fő (2022. január 1.). Theuville-aux-Maillots Sassetot-le-Mauconduit, Angerville-la-Martel, Bertreville, Criquetot-le-Mauconduit, Gerponville, Ouainville, Thérouldeville és Valmont községekkel határos.

## Népesség
A település népessége az elmúlt években az alábbi módon változott:
| Lakosok száma | 521  | 548  | 556  | 554  | 548  | 541  | 535  | 530  | 525  |
|               | 2013 | 2015 | 2016 | 2017 | 2018 | 2019 | 2020 | 2021 | 2022 |